# Храдец-Нова Вес
Храдец-Нова Вес (чеш. Hradec-Nová Ves) је насељено мјесто са административним статусом сеоске општине (чеш. obec) у округу Јесењик, у Оломоуцком крају, Чешка Република.

## Становништво
Према подацима о броју становника из 2014. године насеље је имало 371 становника.